# Духов Микола Леонідович
Микола Леонідович Духов (нар.13 (26) жовтня 1904, село Веприк нині Великобудищанської сільської громади Миргородського району Полтавської області, України — пом.1 травня 1964, Москва) — український радянський конструктор бронетехніки, ядерної і термоядерної зброї.

## Біографія

### Дитинство і навчання
Мати, Марія Михайлівна, була дочкою збіднілого поміщика. Батько, Леонід Вікторович, служив фельдшером роти і за рік до народження сина вступив на цукровий завод у с. Веприк.
Спочатку він навчався у сільській школі, потім в Гадяцькій класичній чоловічій гімназії. Особливо добре там було поставлено викладання іноземних мов (згодом Духов володів німецькою, англійською і французькою). 1919 року гімназію перетворили в єдину трудову школу другого ступеня, 1920 року Микола отримав диплом про її закінчення.
З 14 років Духов працював: спочатку секретарем Веприцького комітету бідноти, з 1921 року — агентом продзагону. Вів перепис, який служив сільській раді підставою для визначення продподатку. Також був завідувачем районної хатою-читальнею, секретарем райземлісу, завідував РАГСом.
У 1925 році влаштувався працювати на цукровий завод с.Чупахівка різником буряків, пізніше його перевели до техніко-нормувального бюро. Миколі Духову було 22 роки, коли йому випала можливість продовжити освіту. За рішенням заводських зборів комсомольців йому вручили путівку на робітфак Харківського геодезичного та землевпорядного інституту.
Після закінчення робітфаку він був рекомендований «для зарахування без випробування на механічний факультет» Ленінградського політехнічного інституту, де навчався з 1928 по 1932 рік на кафедрі «Автомобілі та трактори» і отримав спеціальність інженера-конструктора тракторів та автомобілів.

### Трудова діяльність у тракторо- і танкобудуванні
Після закінчення інституту був направлений на ленінградський завод «Червоний Путиловец» (згодом — Ленінградський Кіровський завод), де пройшов шлях від рядового інженера до заступника головного конструктора заводу. У перші роки на ЛКЗ Микола Леонідович працював над конструюванням пристосувань для масового виробництва трактора «Універсал», над створенням першого радянського легкового автомобіля «Ленінград-I», брав участь у конструюванні важкого підйомного крана.
1936 року його, як інженера автотракторної спеціальності, залучили до роботи з поліпшення бронетанкової техніки. Духов перейшов до СКБ-2 Кіровського заводу, де відразу приступив до створення єдиної методики розрахунку тяги і міцності танків, з якої він та його колеги згодом користувалися не один рік. Потім йому доручили керівництво конструкторською групою для модернізації танка Т-28. До кінця 1938 року група М. Л. Духова виконала завдання, причому бортову передачу нової конструкції для танка Микола Леонідович проектував особисто.
Творче мислення інженера бентежила проблема створення нового танка з протиснарядним бронюванням. Наприкінці 1938 року Микола Леонідович запропонував технічний проект нової машини — важкого танка КВ-1. У 1939 році Кіровський завод у м. Ленінграді почав серійний випуск танку КВ-1. 11 листопада 1940 року Духов був призначений заступником начальника СКБ-2 ЛКЗ, був провідним конструктором важкого танка КВ-1, а також вніс значний внесок у розробку танка КВ-2.
Член ВКП(б) з 2 квітня 1941 року.
У 1941 році Ленінградський Кіровський завод поступово евакуювався в Челябінськ, де на базі Челябінського тракторного заводу почали розгортати виробництво танків КВ. 10 липня 1941 року Духов виїхав з Ленінграду до Челябінська, отримавши посаду головного конструктора відділу № 3. Вже 25 липня він був на місці і швидко організував роботу.
6 жовтня ЧТЗ був перейменований на Челябінський Кіровський завод, М. Л. Духов став заступником головного конструктора, а Постановою Державного Комітету Оборони від 26 червня 1943 року був призначений головним конструктором, залишаючись на цій посаді до 1948 року. Микола Леонідович налагодив на заводі поточно-конвеєрне виробництво танків КВ, очолюючи розробку їх модифікацій і самохідних артилерійських установок, здійснив корінну модифікацію середніх танків Т-34. Під його керівництвом розроблялися важкі танки КВ-1с, КВ-85, ІС-1, ІС-2, ІС-3 і ІС-4. Були виготовлені й не пішли в серію зразки — наприклад КВ-13.
Після війни під безпосереднім керівництвом М. Л. Духова розроблявся новий трактор ЧТЗ С-80 («Сталінець-80») з кабіною закритого типу.

### Трудова діяльність у промисловості ядерних озброєнь
У 1948 році він був залучений до робіт у радянському атомному проекті і став заступником головного конструктора КБ-11 (Арзамас-16) Юлія Борисовича Харитона. Очолюючи конструкторський сектор, Духов керував розробками конструкції як першого вітчизняного плутонієвого заряду, так і конструкції атомної бомби. Він активний учасник випробувань першої вітчизняної атомної бомби на Семипалатинському полігоні 29 серпня 1949 року і першої водневої бомби РДС-6с 12 серпня 1953 року.
З 1954 року Микола Леонідович став директором, головним конструктором і науковим керівником філії № 1 КБ-11 (на цей час ВНДІА ім. М. Л. Духова), яким керував до своєї смерті в 1964 році. Духов визначив основні напрямки тематики інституту — створення ядерних боєприпасів для стратегічних і тактичних комплексів ядерної зброї, систем електричного та нейтронного ініціювання ядерних зарядів, приладів автоматики ядерних боєприпасів, уніфікованої контрольно-вимірювальної апаратури. За десять років під його керівництвом розроблено три покоління блоків автоматики, перше покоління ядерних боєприпасів для сімнадцяти різних носіїв — балістичної ракети Р-7, торпеди Т-5, перших крилатих ракет для ВПС, ВМФ, ППО, для цих ядерних боєприпасів була розроблена ціла гама електромеханічних приладів. Для контролю ЯБП і блоків автоматики розроблені перші три покоління контрольно-вимірювальної апаратури: осцилографічна, малогабаритна безосцилографічна і автоматизована з цифровою реєстрацією.
Микола Леонідович справедливо може вважатися засновником конструкторської школи з ядерних боєприпасів.
М. Л. Духов встановив тісні ділові зв'язки з великою кількістю головних і генеральних конструкторів авіаційної та ракетної зброї: А. І. Мікояном, В. М. Челомеєм, С. П. Корольовим та іншими.

### Викладацька діяльність
Одночасно з інженерно-конструкторською, займався викладацькою роботою. З 1935 по 1940 рік він викладав у Ленінградському автодорожньому інституті і на механічному факультеті Ленінградського політехнічного інституту.
У 1944 році в Челябінську був створений Механіко-машинобудівний інститут (пізніше перетворений у Політехнічний) з двома факультетами: танковим (сьогодні автотракторний) і технологічним (сьогодні механіко-технологічний). Завідувачем кафедри танкобудування («гусеничних машин») та керівником державної екзаменаційної комісії цього вищого навчального закладу був призначений Духов.
Під час роботи в філії 1 КБ-11 Духов також надавав великого значення підготовці наукових кадрів вищої кваліфікації. Він поставив перед міністерством питання про створення в КБ аспірантури і ради з присудження вчених ступенів кандидата технічних наук. Перші три захисти відбулися вже в 1962 році.

## Нагороди, звання і знаки визнання
- Тричі Герой Соціалістичної Праці:

16 вересня 1945 — за великий внесок у створення танків та вдосконалення їх конструкції;
29 жовтня 1949 — за роботи, пов'язані зі створенням та проведенням випробування першої радянської атомної бомби;
4 січня 1954 — за внесок у розробку і випробування першої водневої бомби (вироби РДС-6с).
- чотири ордени Леніна (17.04.1940; 5.08.1944; 16.09.1945; 25.10.1954)
- орден Суворова 2-го ступеня (19.04.1945)
- орден Трудового Червоного Прапора (24.01.1944)
- орден Червоної Зірки (5.06.1942)
- медаль «За трудову доблесть» (7.03.1940)
- інші медалі
- Ленінська премія (1960) — за роботи зі створення боєприпасу для ракети Р-7
- п'ять Сталінських премій:

1943 — за удосконалення конструкції важких танків (премія другого ступеня)
1946 — за створення важкого танка ІС-1 (премія першого ступеня)
1949 — за створення ядерної бомби (премія першого ступеня)
1951 — за заслуги у виробництві нових ядерних зарядів
1953 — за створення водневої бомби
- генерал-лейтенант інженерно-технічної служби (1954)
- член-кореспондент Академії Наук СРСР (1953)

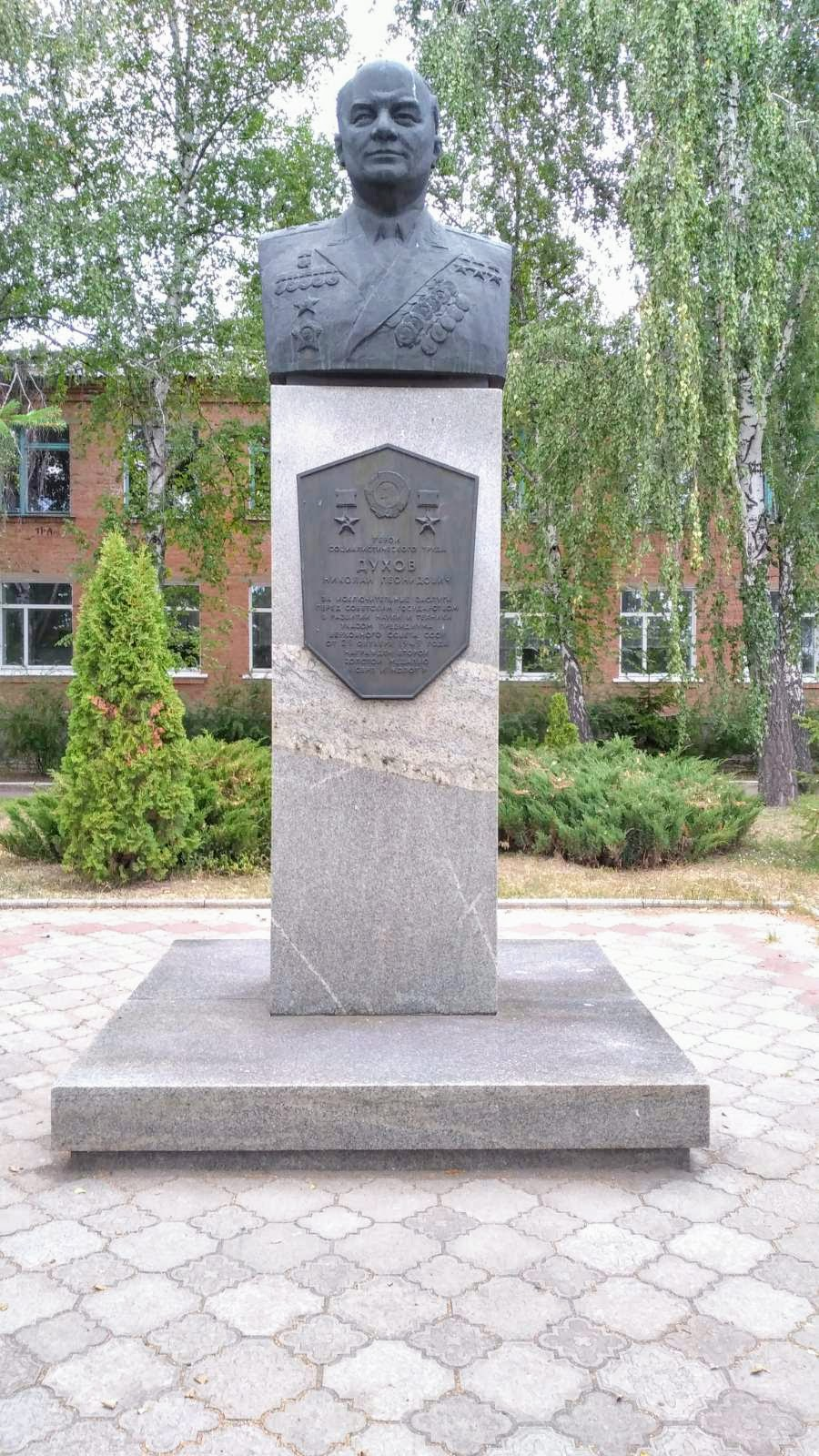
Погруддя Миколі Духову у селі Веприк Полтавської області

- Доктор технічних наук

## Пам'ять
- 1981 — в селі Веприк на Гадяччині встановлено бронзове погруддя Духова[2]
- Названа вулиця в селі Веприк та місті Полтава.
- До сторіччя Миколи Леонідовича та п'ятдесятиріччя Всеросійського НДІ автоматики на території ВНІІА було встановлено бюст Духова роботи скульптора В. М. Левіна.
- У Челябінську на будинку, в якому в роки Німецько-радянської війни жив Духов (пр. Леніна, 15), встановлено меморіальну дошку (роботи скульптора Е. Е. Головницький).
- 15 грудня 2003 року в галереї вчених ЮУрГУ відкрито погруддя М. Л. Духова роботи заслуженого художника РРФСР Вардкеса Айковіча Авакяна.
- У 2004 році Верховна Рада Україна прийняла постанову «Про відзначення 100-річчя з дня народження Миколи Леонідовича Духова».
- Урочиста дата відзначалася у вересні 2004 на державному рівні. Святкування пройшло в співдружності з Російською Федерацією. На Україну обіцяли видати автобіографічні матеріали про Миколу Духова і встановити його бюст у меморіальному комплексі Великої Вітчизняної війни в Києві.
- В ознаменування 100-річчя з дня народження М. Л. Духова на замовлення ВНДІА видавництвом «Марка» була випущена ювілейна марка, а на Московському монетному дворі за ескізом художника І. Копиткіна виготовлена пам'ятна медаль «100 років від дня народження М. Л. Духова».

## Відгуки
Юлій Борисович Харитон так писав про Миколу Леонідовича:
«Його конструкторська геніальність вроджена».
«Роль Миколи Леонідовича у створенні перших зразків зброї була надзвичайно велика. Разом зі своїми товаришами по роботі він дуже багато зробив, щоб під загальним керівництвом Ігоря Васильовича Курчатова наблизити день ліквідації американської монополії на ядерну зброю».
«Те, що він зробив за своє життя, величезне як за кількістю та рівнем інженерних рішень, так і за тим значенням, яке його праці мали для зміцнення оборонної могутності нашої Батьківщини».
У літописі Челябінського тракторного заводу про нього написано наступне: «Миколу Леонідовича за силою конструкторського таланту можна було порівняти з такими видатними конструкторами країни, як Швецов, Полікарпов, Яковлєв. Коли він розглядав креслення, то здавалося, ніби бачить його наскрізь. Жодна помилка не вислизала від його злегка примружененого, спокійного погляду. Духов не тільки висував нові оригінальні технічні ідеї, він домагався втілення їх у життя воістину військовими темпами».
А. І. Бєлоносов пише: «коли на території інституту був побудований новий лабораторний корпус і М. Л. Духов переїхав у новий кабінет, то перше ж нарада з керівництвом інституту він почав з роз'яснення, по суті, з виправдання, чому в нього такий великий кабінет і що він потрібний не для нього, а для зручності всіх присутніх, а також і для авторитету фірми при прийомі багатьох представників інших організацій. Цей кабінет у директора інституту функціонує і тепер, і немає в ньому ніяких надмірностей».
Знаменитий організатор виробництва, директор ЛКЗ, колишній нарком танкової промисловості, І. М. Зальцман писав про Духова: «З Миколою Леонідовичем я познайомився ще у 1933 році. Він швидко завоював репутацію талановитого конструктора і обчислювача. Його внесок у створення танка КВ настільки значний, що я вважаю Духова основним автором цієї могутньої машини. А напередодні війни він блиснув іншими гранями свого таланту, показавши себе вдумливим аналітиком і копітким майстром остаточного доведення. Сенс своєї діяльності він бачив не у проектах, хоча б і найблискучіших, а у добре налагодженому серійному випуску бойової техніки і її серійному освоєнні».